# Wojna brazylijsko-argentyńska
Wojna brazylijsko-argentyńska – konflikt zbrojny między Brazylią a Zjednoczonymi Prowincjami Rio de La Plata toczący się w latach 1825–1828.

## Tło
Wykorzystując zamęt, jaki powstał w wyniku ruchów narodowowyzwoleńczych w Ameryce Południowej, Brazylia podjęła próby rozszerzenia swojego terytorium. W szczególności zainteresowana była uzyskaniem dostępu do estuarium La Platy. Pierwszą próbę podjęła w 1811, wysyłając wojska do Banda Oriental. Wskutek brytyjskiej presji politycznej zostały one jednak wycofane. Pięć lat później, w 1816, Brazylijczycy spróbowali ponownie – ich ekspedycja rozgromiła lokalne oddziały José Gervasio Artigasa (w bitwie nad Tacuarembó); w 1821 obszar Banda Oriental został oficjalnie włączony do Brazylii jako Província Cisplatina. Argentyna uważała, że zajęcie przez Brazylijczyków wschodniego brzegu La Platy zagraża bezpieczeństwu Buenos Aires. Wyczekiwała więc sposobności, by zagrozić brazylijskiemu panowaniu nad tymi terenami; Argentyńczycy dążyli też do przywrócenia pod swoje panowanie dawnych ziem wicekrólestwa La Platy (m.in. terytorium Paragwaju).

## Powstanie w Banda Oriental
19 kwietnia 1825 r. grupa 33 wygnanych lokalnych patriotów z Banda Oriental przeprawiła się z brzegu argentyńskiego na brazylijski z zamiarem wzniecenia rewolty. Ze względu na panujące niezadowolenie wokół przywódcy grupy, Juana Antonio Lavalleji, szybko zaczęło zbierać się wielu gauchów; dołączyli też do niego lokalni przywódcy. Powstańcy zajęli miasta Soriano (24 kwietnia) i Canelones (2 maja), po czym oblegli w Montevideo główny garnizon brazylijski (8 maja). Brazylijczycy rozpoczęli zaopatrywanie garnizonu morzem, równocześnie składając protesty dyplomatyczne na ręce argentyńskiego rządu. Wobec braku reakcji powstańcy, czując poparcie Argentyny, w połowie sierpnia oblegli kolejne miasto, Colonia del Sacramento. Tymczasowy rząd urugwajski w końcu sierpnia ogłosił przyłączenie terytorium do Argentyny, która ogłosiła oficjalną aneksję w październiku, na co Brazylia odpowiedziała w grudniu formalnym wypowiedzeniem wojny.

## Przebieg wojny

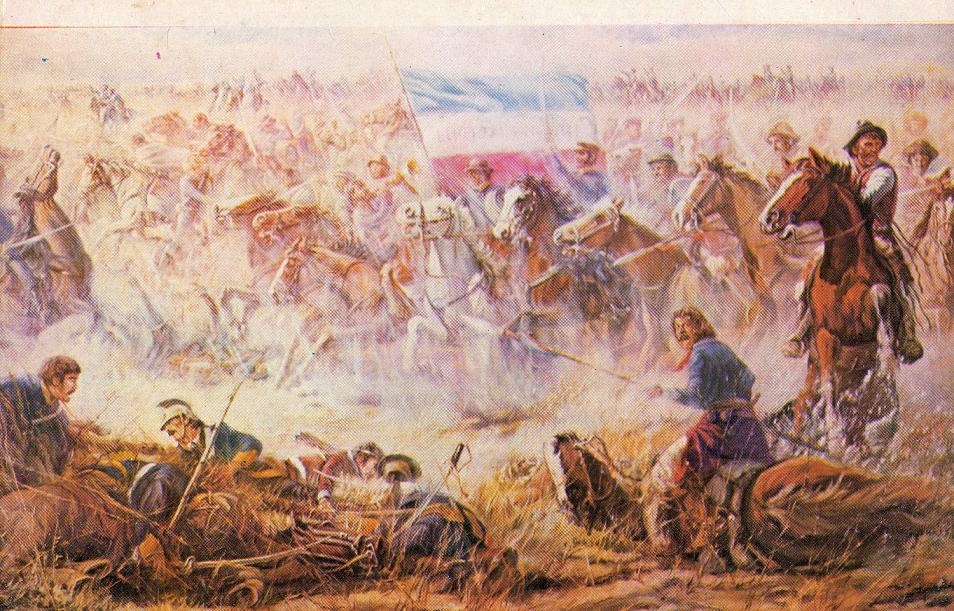
Atak kawalerii urugwajskiej nad Sarandí

W konflikcie większe sukcesy odniosły siły argentyńsko-urugwajskie. 25 września 1825 r. Fructuoso Rivera – mimo porażki, którą poniósł na początku miesiąca – zaskoczył Brazylijczyków, uderzając na ich bazę zaopatrzeniową w hacjendzie koło Rincón. Ich oddziały usiłowały odbić zdobycz, ale Rivera wciągnął je w walkę na mokradłach. Brazylijczycy stracili ponad 100 zabitych, a 250-osobowy oddział Rivery uszedł, uprowadzając osiem tysięcy koni i inne zaopatrzenie. W następstwie potyczki z Montevideo wyruszyła kolumna tysiąca żołnierzy pod wodzą Bento Manuela Ribeiry, która miała spotkać się z maszerującą z północy podobną kolumną generała Bento Gonçalvesa da Silvy. Lavalleja usiłował zapobiec spotkaniu się kolumn, co mu się nie powiodło. Oddziały Lavalleji i brazylijskie spotkały się nad Sarandí. Lavalleja odniósł zwycięstwo, co doprowadziło do oczyszczenia z wojsk brazylijskich interioru (pozostały tylko izolowane garnizony nad morzem i oddziały na północy). Zwycięstwo nad Sarandí spowodowało oficjalną deklarację Argentyny o przyłączeniu Banda Oriental.
Ani Brazylia, ani Argentyna nie były przygotowane do długiej wojny, dla której nie było poparcia społecznego; rządy nie dysponowały też odpowiednimi zasobami. Brazylia posiadała silniejszą flotę, ale jej większe jednostki mogły z trudem operować na płytkich wodach estuarium La Platy. Próby blokady Buenos Aires były mało efektywne, bo Brazylijczycy nie zatrzymywali statków neutralnych. Ich flota musiała też zaopatrywać izolowane garnizony w Montevideo i Colonia del Sacramento. W starciach na morzu osiągnęła jednak pewne sukcesy: w styczniu Brazylijczycy zdobyli mały szkuner „Libertad del Sur”; 9 lutego flotylle argentyńska i brazylijska spotkały się w nierozstrzygniętej bitwie koło przylądka Collares. Dowódca argentyński, William Brown, zaatakował następnie Colonia del Sacramento, ale został odparty, tracąc brygantynę „General Belgrano”; w ponownym ataku, cztery dni później, Argentyńczycy spalili brazylijską brygantynę „Real Pedro”, za cenę trzech dużych łodzi i 200 ludzi. Potyczki na morzu trwały przez cały rok 1826; najważniejsza z nich miała miejsce 29 lipca, gdy Brown zaatakował i po zaciętej walce zmusił do odwrotu brazylijską eskadrę usiłującą prowadzić bliską blokadę Buenos Aires, za cenę swojego okrętu flagowego „25 de Mayo”; w końcu roku Argentyńczycy podjęli też, z pewnymi sukcesami, działania korsarskie. W październiku i listopadzie kawaleria argentyńska dokonała zagonów w góry Sierra de la Ventana; równocześnie trwały utarczki między argentyńskimi stronnictwami politycznymi, unionistami i federalistami.

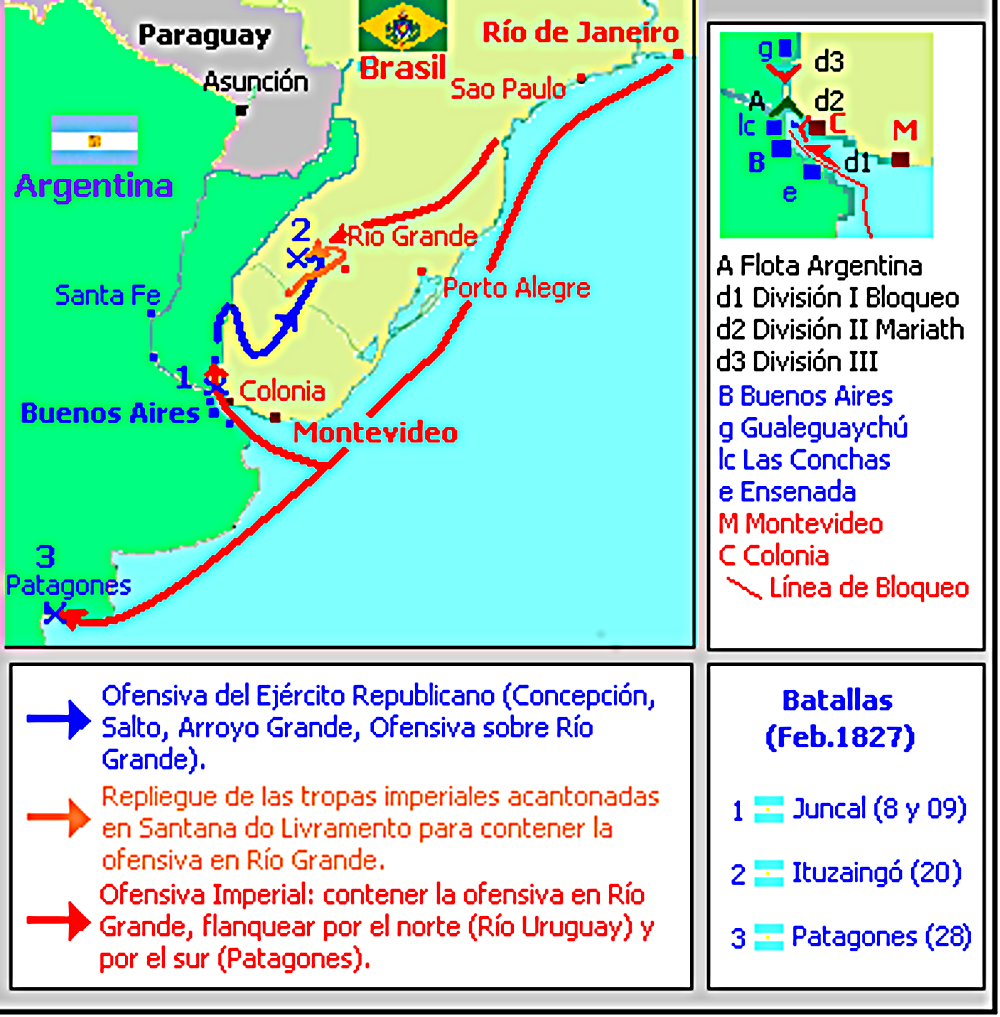
Mapa operacji z 1827 (zaznaczono główne starcia, pod Juncal oraz Ituzaingó)

W grudniu 1826 armia argentyńsko-urugwajska, w trzech kolumnach, wyruszyła znad Arroyo Grande z celem zajęcia Bagé i brazylijskiej prowincji Rio Grande do Sul. Bagé zostało zajęte bez walki 26 stycznia 1827, ale w lutym doszło do potyczek z siłami brazylijskimi. Przy nieznacznych stratach z obu stron, Brazylijczycy rozpoznali kierunek marszu armii argentyńskiej i zastąpili jej drogę pod Ituzaingó. Stoczona 20 lutego 1827 bitwa pod Ituzaingó była największym starciem wojny (6300 ludzi i 20 dział po stronie brazylijskiej, 7700 i 16 dział po stronie sprzymierzonych). Siły argentyńsko-urugwajskie pokonały armię brazylijską, ale zwycięstwo nie było jednak decydujące, a straty wyrównane i w marcu atakujący wycofali się z Brazylii. Równolegle, 8 lutego, eskadra admirała Browna rozgromiła eskadrę brazylijską w bitwie koło wyspy Juncal (na Urugwaju). W kwietniu więcej szczęścia mieli Brazylijczycy, którzy przechwycili eskadrę Browna, gdy ta usiłowała wyjść na pełne morze z zamiarem zaatakowania linii komunikacyjnych; Argentyńczycy stracili dwa okręty, a trzeci był poważnie uszkodzony (kolejne dwa okręty Argentyńczycy stracili w grudniu tego samego roku). Ponowna próba inwazji Brazylii przez siły lądowe zakończyła się niepowodzeniem i, wobec zmęczenia i demoralizacji armii argentyńskiej, w maju 1827 front lądowy praktycznie zamarł do końca roku. W następnym roku Argentyńczycy stracili kilka jednostek w serii morskich potyczek, a w kwietniu ich oddziały zostały rozproszone przez brazylijski atak pod Las Cañas; niemniej Brazylijczycy mieli też swoje kłopoty (w czerwcu w Rio de Janeiro zbuntował się garnizon złożony z niemieckich najemników).

## Efekty
Wobec braku rozstrzygnięć na lądzie, jak i w wyniku potyczek morskich, oba państwa, wyczerpane wojną i borykające się z poważnymi problemami wewnętrznymi, pogodziły się z niemożnością osiągnięcia pełnej wygranej. W sierpniu 1828 r., dzięki mediacji brytyjskiej, strony konfliktu podpisały w Rio de Janeiro układ pokojowy. Banda Oriental od 1830 została przekształcona w niepodległy kraj – Urugwaj – który de facto stał się państwem buforowym. Oznaczało to ograniczenie ekspansji Brazylii, ale otrzymała ona prawo do wolnej żeglugi po La Placie, co umożliwiło jej wykorzystanie Parany i Paragwaju do transportu dóbr z wnętrza kontynentu. Do ponownego konfliktu między Brazylią i Argentyną doszło w czasie wojny domowej w Urugwaju, gdy obie strony wsparły przeciwne stronnictwa w tym kraju.